# Kaithal

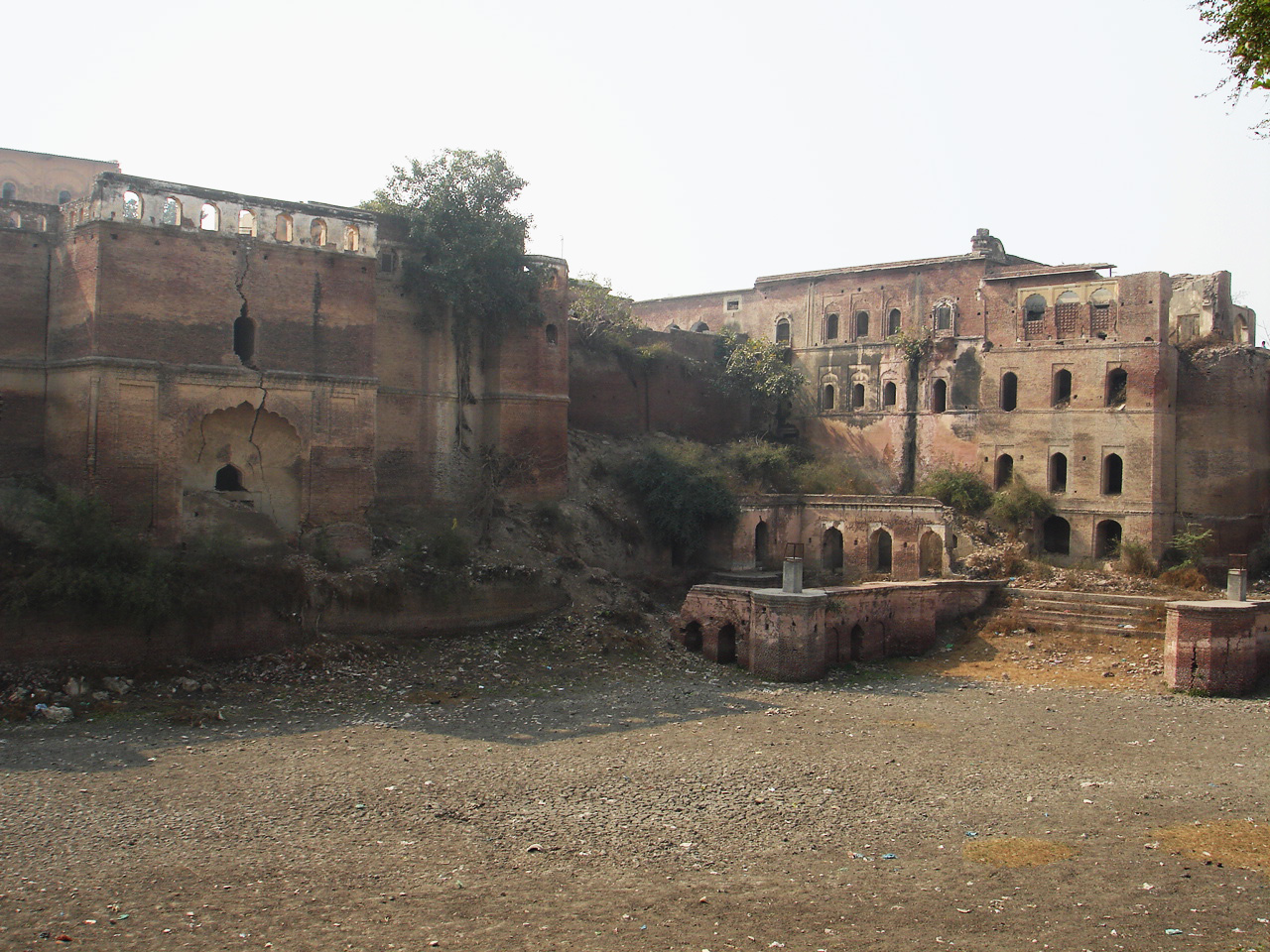
Ruiner efter befästning i Kaithal.

Kaithal (Hindi: कैथल, Punjabi: ਕੈਥਲ੍) är en stad i den indiska delstaten Haryana. Den är administrativ huvudort för ett distrikt med samma namn och hade 144 915 invånare vid folkräkningen 2011.